# 松江市議会
松江市議会（まつえしぎかい）は、島根県の県庁所在地である松江市の議会。

## 概要
- 定数：34人
- 任期：4年
- 選挙区：市全体を1選挙区とする大選挙区制（単記非移譲式）

### 委員会
- 総務委員会（9人）
- 教育民生委員会（9人）
- 経済委員会（8人）
- 建設環境委員会（8人）
- 予算委員会（議長を除く全員）
- 議会運営委員会（10人）
- 宍道湖・中海問題等対策特別委員会（9人）
- 島根原子力発電対策特別委員会（9人）
- 総合交通対策特別委員会（8人）
- まちづくり対策特別委員会（8人）
- 新庁舎建設特別委員会（9人）
- 松江市総合計画特別委員会（9人）

## 施設
市議会は松江市役所の本館3階に位置する。

## 会派
| 会派名               | 議員数 | 所属党派               |
| -------------------- | ------ | ---------------------- |
| 松政クラブ           | 7      | 自由民主党             |
| 志翔の会             | 7      | 自由民主党・幸福実現党 |
| 明政会               | 6      | 自由民主党             |
| 民主ネットワーク     | 4      | 国民民主党・無所属     |
| 公明クラブ           | 4      | 公明党                 |
| 日本共産党松江市議団 | 2      | 日本共産党             |
| 会派に属しない議員   | 1      | 無所属                 |
| 欠員                 | 3      |                        |
| 計                   | 34     |                        |

(2023年4月現在）

## 選挙区・定数
松江市議会の選挙制度は、松江市全域を選挙区とする大選挙区制（単記非移譲式）である。

## 議員報酬等
| 役職   | 議員報酬        | 政務活動費                                          |
| ------ | --------------- | --------------------------------------------------- |
| 議長   | 月額 61万1000円 | 個人／月額 2万5000円 会派一人当たり／月額 1万5000円 |
| 副議長 | 月額 52万7000円 | 個人／月額 2万5000円 会派一人当たり／月額 1万5000円 |
| 議員   | 月額 49万7000円 | 個人／月額 2万5000円 会派一人当たり／月額 1万5000円 |

- 別途、年2回期末手当あり
- 政務活動費の残金は市に返還する義務がある
- 議員年金は2011年（平成23年）6月1日で廃止されている

## 出身者
- 岡崎運兵衛
- 佐藤喜八郎 (8代)
- 佐藤球三郎
- 佐野正雄